# St. Leonhard (Burgau)

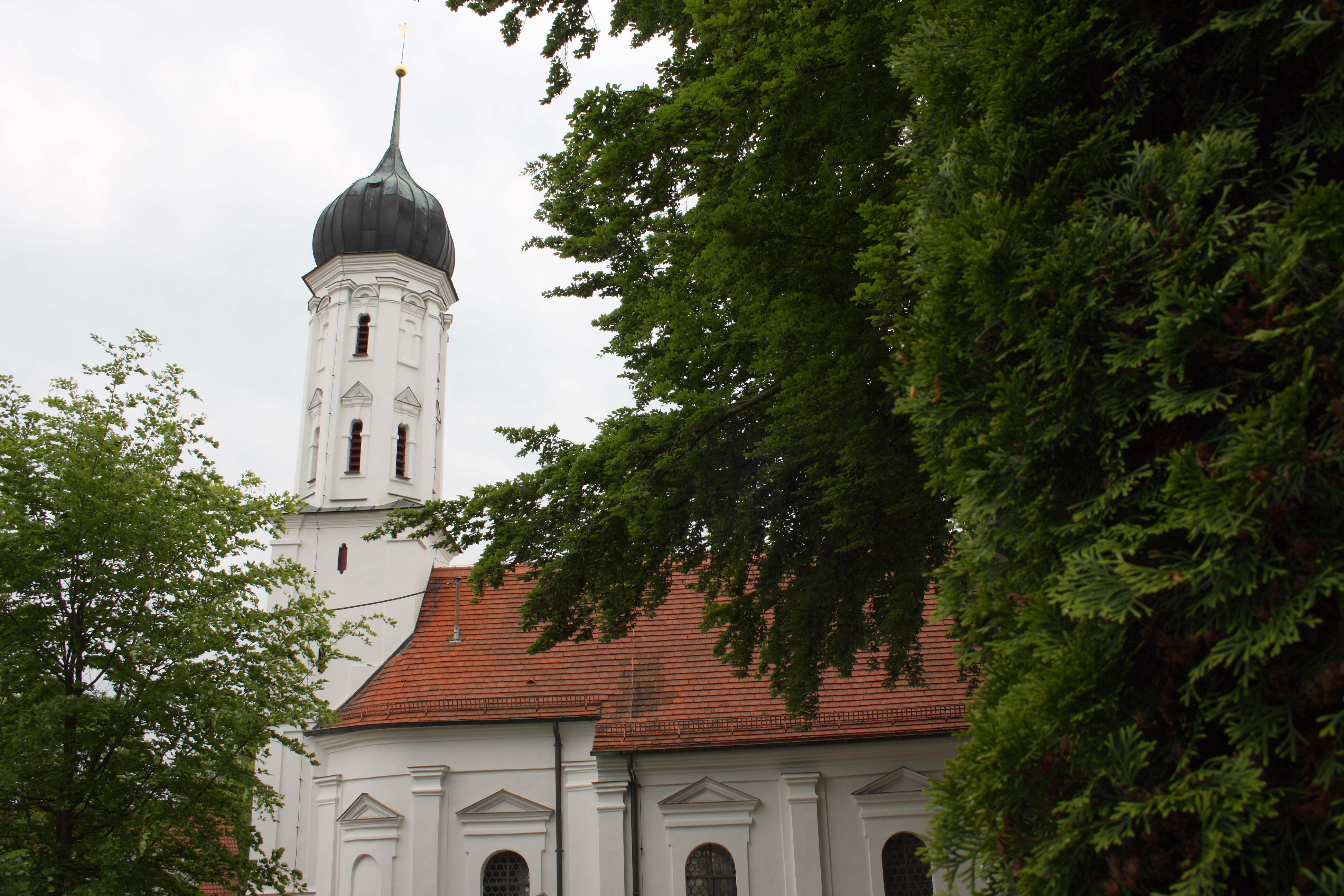
Kapelle St. Leonhard in Burgau

Die katholische Friedhofskapelle St. Leonhard in Burgau, einer Stadt im schwäbischen Landkreis Günzburg in Bayern, wurde 1668 errichtet. Die Kapelle an der Käppelestraße 34, neben dem Eingang zum Friedhof, ist ein geschütztes Baudenkmal.

## Architektur
Die Kapelle wurde 1668 von Georg Kraus erbaut. Der Bau wird durch Pilaster gegliedert. Über den geohrten Fensterrahmungen befinden sich Dreiecksgiebel. Das Gebäude besteht aus einem einschiffigen Langhaus mit einer flachen Decke. Der eingezogene Chor unter Stichkappentonne schließt halbrund ab. Der quadratische Turm wird von einem Oktogon mit Zwiebelhaube bekrönt.
Die Chorfresken wurden 1669/70 von Konrad Knoll geschaffen. Sie stellen die Schutzmantelmadonna umgeben von ornamentalen Gewölbemalereien dar.

## Ausstattung
Die Altäre wurden um 1720/30 gefertigt. Das Hochaltarblatt, ebenfalls von Konrad Knoll, zeigt den heiligen Leonhard, den Schutzpatron der Kapelle, in einer Glorie.